# Jakub Ochnio
Jakub Ochnio (ur. 27 czerwca 1990 w Tarnowie) – polski fotoreporter, medioznawca i ratownik. Absolwent studiów magisterskich Kolegium Międzyobszarowych Indywidualnych Studiów Humanistycznych i Społecznych Uniwersytetu Wrocławskiego (socjologia, etnologia) oraz Wyższej Szkoły Informatyki i Zarządzania w Rzeszowie (dziennikarstwo i komunikacja społeczna).

## Działalność
Członek Związku Polskich Artystów Fotografików, gdzie zasiadał w Głównej Komisji Rewizyjnej oraz Radzie Artystycznej Okręgu Świętokrzyskiego. Należy do Stowarzyszenia Dziennikarzy Polskich oraz Dolnośląskiego Stowarzyszenia Artystów Fotografików i Twórców Audiowizualnych. Przewodniczący Rady Artystycznej Rzeszowskiego Stowarzyszenia Fotograficznego. Współpracownik Agencji Fotografów FORUM. W 2013 roku uhonorowany tytułem artysty Międzynarodowej Federacji Sztuki Fotograficznej (AFIAP). Rok później otrzymał Nagrodę Województwa Podkarpackiego za szczególne osiągnięcia w dziedzinie twórczości artystycznej, upowszechniania i ochrony kultury. W 2016 przyznano mu odznakę „Zasłużony dla Kultury Polskiej”. Przynależy do Polskiego Towarzystwa Komunikacji Społecznej oraz Polskiego Towarzystwa Semiotycznego. Biegły sądowy w dziedzinie fotografii przy Sądzie Okręgowym w Tarnowie.
Pracował także jako korespondent wojenny na Ukrainie.

## Działalność naukowa
Związany z Wyższą Szkołą Informatyki i Zarządzania w Rzeszowie. Trzykrotny stypendysta Ministra Nauki i Szkolnictwa Wyższego. Zdobywca tytułu najlepszego studenta w Polsce w kategorii nauki humanistyczne (Studencki Nobel 2014). Otrzymał II nagrodę w konkursie Najlepszą Pracę Magisterską z Wiedzy o Mediach Medi@stery. Jest autorem publikacji naukowych poświęconych fotografii, językowi i komunikacji wizualnej. W 2015 roku ukazała się jego książka pt. Język komunikowania wizualnego – semantyka, syntaktyka i pragmatyka fotografii.

## Działalność ratownicza
Twórca i wieloletni szef wyszkolenia Grupy Ratownictwa Specjalistycznego SAR Poland. Przynależy do Grupy Ratownictwa Jaskiniowego Polskiego Związku Alpinizmu. Uczestniczył w akcji poszukiwawczo-ratowniczej po trzęsieniu ziemi we włoskim Amatrice, za co został odznaczony przez Prezydenta RP Medalem za Ofiarność i Odwagę. Uhonorowany Brązowym Krzyżem Zasługi, za dokonania na rzecz ratownictwa wysokościowego.

## Nagrody i wyróżnienia
Finalista i laureat ponad stu konkursów rangi ogólnopolskiej i międzynarodowej, m.in.:
1. International Photography Award
- 2. nagroda kat. edytorial-other (2013)[20]
- wyróżnienie kat. edytorial-general news (2015)[21]
- wyróżnienie kat. edytorial-political (2015)[21]

2. BZ WBK Press Foto
- 1. nagroda kat. wydarzenia- fotoreportaż (2014)[22]
- nagroda specjalna Fujifilm (2015)[23]
- 2. nagroda kat. wydarzenia-fotoreportaż (2016)[24]

3. Grand Press Photo
- Finalista kat. wydarzenia-zdjęcie pojedyncze (2012)[25]
- Finalista kat. życie codzienne (2016)[26]

4. Wielki Konkurs Fotograficzny National Geographic
- 1. nagroda kat. fotoreportaż (2015)[27]

5. Ogólnopolskie Biennale Fotografii „Kochać człowieka” ZPAF
- 1. nagroda (2011)[28]
- 2. nagroda (2015)[29]

6. Vilnus Photo Circle
- Finalista (2012[30], 2016[31])

7. 2° Bienal Internacional Digital Fotoperiodismo A PHOTO REPORTER 2015
- Brązowy medal CEF (2015)[32]

8. Life Press Photo
- Dyplom Salonu kat. spot news, series (2015)[33]
- Złoty medal kat: spot news, series (2016)[34]

9. Krajowy Salon Fotografii Artystycznej
- 2. nagroda (2010)[35]
- 3. nagroda (2012)[36]
- Grand Prix (2015)[37]

10. Ogólnopolski Konkurs Fotograficzny "Wszystkie Dzieci Świata"
- 2. nagroda (2010)[38]
- 1. nagroda (2012)[39]

11. Fotoreporter Roku 2015
- 1. nagroda w kat. Wydarzenia Polska (2016)[40]

12. International Photographer of the Year
- 2nd price kat: Edytorial - daily life (2016)[41]
- Honourable Mention kat: Photo essay - story (2016)[42]

13. Fine Art. Photography Award
- Nominee Award kat: Photojournalism (2016)[43]

14. Moscow International Photography Award
- Honourable Mention kat: Edytorial: political (2016)[44]
- Honourable Mention kat: Edytorial: photo essay (2016)[44]

15. Px3 Paris Photo Price
- Honourable Mention kat: press/political (2016)[45]

16. Tokio International Fine Awards
- Bronze Winner kat. edytorial - political (2016)[46]
- Honourable Mention kat. edytorial - conflict (2016)[46]